# C/2007 F1 (LONEOS)
C/2007 F1 (LONEOS) ist ein Komet, der im Jahr 2007 mit bloßem Auge beobachtet werden konnte.

## Entdeckung und Beobachtung
Der Komet wurde am 19. März 2007 im Rahmen des Projekts LONEOS von B. A. Skiff auf Aufnahmen des 0,59-m-Schmidt-Teleskops am Lowell-Observatorium in Arizona entdeckt. Die Helligkeit lag bei etwa 19,5 mag und der Komet war zu dieser Zeit noch etwa 3,7 AE von der Sonne entfernt. Die Entdeckung konnte in den folgenden Tagen durch weitere Beobachtungen bestätigt werden und bereits nach zwei Tagen konnte Brian Marsden eine vorläufige Bahnberechnung durchführen.
Der Komet konnte zunächst bis zum Mai beobachtet werden, dann stand er für Beobachter auf der Erde zu nahe an der Sonne. Erst Ende September konnte er wieder aufgefunden werden. Mitte Oktober hatte er eine Helligkeit von 6 mag erreicht, mehr als zunächst erwartet. Sichtungen mit bloßem Auge waren allerdings nur unter günstigen Bedingungen möglich. Auf der Nordhalbkugel konnte der Komet nur noch bis Ende Oktober bei einer Helligkeit von knapp 5 mag beobachtet werden.
In der Folge konnte der Komet noch weiter von der Südhalbkugel gesehen werden, die Helligkeit nahm aber bereits wieder ab, Mitte November war er schon schwächer als 8 mag. Obwohl der Komet zu keiner Zeit einen eindrucksvollen Schweif entwickelt hatte, konnte ein Beobachter in Australien am 9. November einen leichten Helligkeitsanstieg des Kometen, verbunden mit einer spektakulären Entwicklung des Schweifs zu einer Länge von über 5° beobachten. Im folgenden Abend war der Komet wieder zu seiner „normalen“ Erscheinung zurückgekehrt. Teleskopisch konnte der Komet noch bis Anfang Dezember beobachtet werden.

## Wissenschaftliche Auswertung

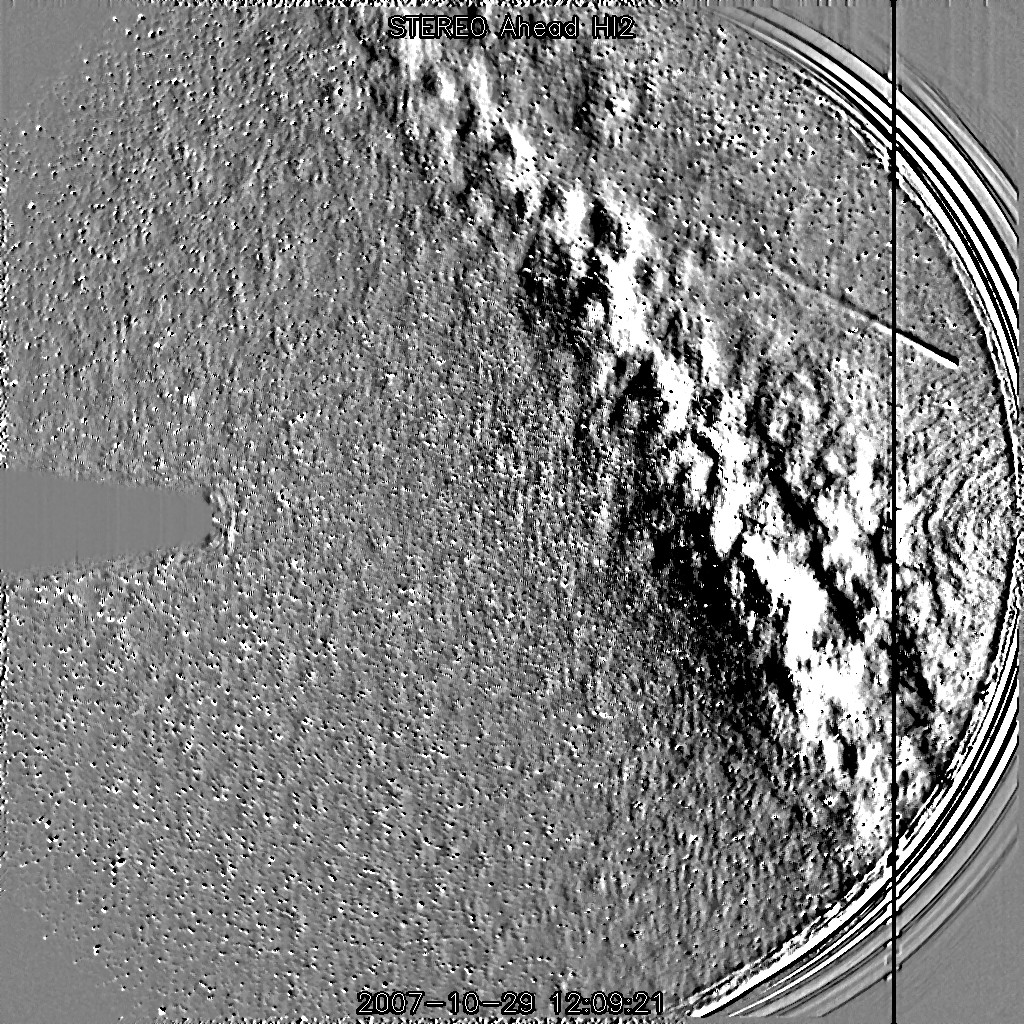
Aufnahme der Sonnenkorona durch STEREO vom 29. Oktober 2007. Der Komet LONEOS ist als Strich im Bild rechts oben zu sehen

In einer Untersuchung von 2011 wurden nach einem neuartigen Verfahren aus den photometrischen Helligkeiten, den Parametern für die nicht-gravitativen Kräfte auf den Kometen und der Produktionsrate von Wasser für die Masse des Kometen ein Wert von etwa 7,4∙1011 kg abgeleitet. Mit einer angenommenen mittleren Dichte ergab sich daraus ein Radius des Kometenkerns von etwa 0,75 km.

## Umlaufbahn
Für den Kometen konnte aus 197 Beobachtungsdaten über einen Zeitraum von 217 Tagen eine hyperbolische Umlaufbahn bestimmt werden, die um rund 116° gegen die Ekliptik geneigt ist. Die Bahn des Kometen ist damit steil angestellt gegenüber den Umlaufbahnen der Planeten und er durchläuft seine Bahn gegenläufig (retrograd) zu ihnen. Im sonnennächsten Punkt (Perihel), den der Komet am 28. Oktober 2007 durchlaufen hat, war er noch etwa 60,2 Mio. km von der Sonne entfernt und befand sich damit im Bereich zwischen den Umlaufbahnen von Merkur und Venus. Bereits am 21. Oktober hatte sich der Komet der Venus bis auf etwa 95,0 Mio. km und am 25. Oktober dem Merkur bis auf etwa 43,6 Mio. km angenähert. Der geringste Abstand zur Erde wurde am 28. Oktober mit etwa 107,0 Mio. km (0,72 AE) erreicht. Dem Mars kam der Komet nicht nennenswert nahe.
Nach den Bahnelementen, wie sie in der JPL Small-Body Database angegeben sind und die keine nicht-gravitativen Kräfte auf den Kometen berücksichtigen, bewegte sich der Komet lange vor seiner Passage des inneren Sonnensystems noch auf einer extrem langgestreckten elliptischen Bahn mit einer Exzentrizität von etwa 0,99967 und einer Großen Halbachse von etwa 1230 AE, so dass seine Umlaufzeit bei etwa 43.000 Jahren lag. Durch die Anziehungskraft der Planeten, insbesondere durch relativ nahe Vorbeigänge am Jupiter am 16. August 2005 in etwa 5 ¼ AE Abstand, am Saturn am 8. Oktober 2006 in etwa 5 ½ AE Distanz, und jeweils noch ein weiteres Mal am Jupiter am 10. Januar 2008 in etwa 4 ¾ AE Abstand und am Saturn am 13. Januar 2010 in knapp 8 AE Distanz, wurde seine Bahnexzentrizität auf etwa 1,00002 vergrößert, so dass er nun das Sonnensystem auf einer hyperbolischen Bahn verlässt.
Die Bahnelemente, wie sie S. Yoshida auf seiner Homepage angibt, und die auch nicht-gravitative Kräfte berücksichtigen, bestätigen näherungsweise die oben angegebenen Werte betreffend die Bahn des Kometen vor seiner Annäherung an das innere Sonnensystem (Umlaufzeit etwa 42.000 Jahre). Für seine zukünftige Umlaufbahn ergibt sich jedoch eine noch stärker hyperbolische Bahn mit einer Exzentrizität von etwa 1,00014. Zu etwa den gleichen Aussagen führen auch die von S. Nakano angegebenen Bahnelemente.